# Ondskapt
Ondskapt är ett svenskt black metal-band från Stockholm, grundat 2000.

## Medlemmar
Nuvarande medlemmar
- Acerbus (Axel Axelsson) – sång, gitarr (2000– )
- Gefandi Ör Andlät (Max Aspögård) – basgitarr (2017– )
- Daemonum Subeunt (Erik Röjås) – trummor (2017– )
- J.Megiddo (Joel Lindholm) – gitarr (2019– )

Tidigare medlemmar
- Nabemih – arrangement, gitarr (2000–2010), trummor (tidigt)
- Herr Grimnir – basgitarr (2000–2001)
- S.B. (Siavosh Bigonah) – basgitarr (2000–2007)
- Skamfer – gitarr (2000–2001)
- Fredric Gråby (aka Wredhe) – sång, gitarr, basgitarr (2000–2008)
- Markus Hinze – trummor (2005–2007)
- Niklas Kvarforth – gitarr (2005)
- Nattdal (Jonas Bergqvist) – gitarr (2005–2007; död 2011)
- Avsky – basgitarr (2007–2010)
- Grave – gitarr (2008–2011)
- S.W. (Simon Wizén) – gitarr (2008–2018)
- V.P. (Andrei Vlad Purice Sandu aka Vlad) – basgitarr (2010–2016)
- E.L. (Eric Ljung) – trummor (2010–2015)
- Draugr (Oscar Kallén) – gitarr (2017–2019)

Turnerande medlemmar
- A. Hed – rytmgitarr (2009)
- Gillerström (Alexander Gillerström Wallenborg) – gitarr (2012, 2014)
- Jocke Wallgren (Joakim Antonio Wallgren) – trummor (2014, 2015– )
- Tehôm (Johannes Kvarnbrink) – gitarr (2015– )
- J.A – gitarr (2019– )
- C. B. – gitarr (2019 – )

## Diskografi
Studioalbum
- 2003 – Draco Sit Mihi Dux
- 2005 – Dödens Evangelium
- 2010 – Arisen From The Ashes

EP
- 2001 – Slave Under His Immortal Will